# Bob Drake
Bob Drake (14 decembrie 1919 - d. 18 aprilie 1990) a fost un pilot de curse auto american care a evoluat în Campionatul Mondial de Formula 1 în Campionatul Mondial în sezonul 1960.